# Rain Phoenix
Rain Joan of Arc Phoenix (auch Rainbow Phoenix) (* 21. November 1972 in Crockett, Texas) ist eine US-amerikanische Schauspielerin, Musikerin und Sängerin.

## Leben und Karriere
Rain Phoenix wurde als das zweite von fünf Kindern geboren. Sie ist die Schwester der Schauspieler Summer, Joaquin und River Phoenix. Ihre Kindheit verbrachte sie zum Teil in Südamerika, wo ihre Eltern im Auftrag der Sekte „Kinder Gottes“ missionarisch tätig waren. 1978 kehrte die Familie in die USA zurück und änderte den Familiennamen von Bottom in Phoenix.
In ihrer Jugend hatte sie mehrere Fernsehauftritte, etwa in der Serie Familienbande. Von 1988 bis 1993 sang sie gemeinsam mit ihrem Bruder River Phoenix in der Band Aleka’s Attic, die allerdings kein Album veröffentlichte. 1993 spielte sie die Rolle der Bonanza Jellybean in Even Cowgirls Get the Blues. Sie war Mitte der 1990er Jahre Backing Vocalist für R.E.M. und die Red Hot Chili Peppers. Zwischen 1997 und 2001 war sie Mitglied der Band The Causey Way, zu der auch ihre Schwester Summer gehörte. 2003 gründete Phoenix die Band Papercranes.

## Filmografie
- 1986: Unglaubliche Geschichten / Fantastische Geschichten (1 Folge)
- 1987: Familienbande / Jede Menge Familie (1 Folge)
- 1987: Traumfrau vom Dienst (Maid to Order)
- 1993: Even Cowgirls Get the Blues
- 1995: To Die For
- 1998: Ed Wood’s Der Tag, an dem ich starb (I Woke Up Early the Day I Died)
- 1999: Facade
- 2000: $pent
- 2001: Stranger Inside
- 2001: The Sleepy Time Gal
- 2001: O – Vertrauen, Verführung, Verrat (O)
- 2004: Harry and Max
- 2004: The Disappearance of Andy Waxman
- 2005: Hitch – Der Date Doktor (Hitch)
- 2005: Kids in America
- 2010: Three Thousand Six Hundred and Fifty Days